# Angie Dickinson
Angie Dickinson, właściwie Angeline Brown (ur. 30 września 1931 w Kulm, w Dakocie Północnej) – amerykańska aktorka. Dwukrotna laureatka Złotego Globu – w 1960 dla najbardziej obiecującej nowej aktorki za rolę hazardzistki Feathers w westernie Rio Bravo (1959) i w 1975 dla najlepszej aktorki w serialu dramatycznym za telewizyjną kreację policjantki sierżant Suzanne „Pepper” Anderson w serialu kryminalnym NBC Sierżant Anderson (Police Woman, 1974–1978).
W 1987 otrzymała własną gwiazdę w Alei Gwiazd w Los Angeles znajdującą się przy 7000 Hollywood Boulevard.

## Życiorys

### Wczesne lata
Urodziła się w rodzinie rzymskokatolickiej pochodzenia niemieckiego jako druga z trzech córek Fredericki (z domu Hehr) i Leo Henry’ego Browna, wydawcy lokalnej gazety „The Kulm Messenger”. Ma dwie siostry – starszą Mary Lou Belmont i młodszą Janet Lee.
W 1942 jej rodzina przeprowadziła się do Burbank, w stanie Kalifornia, gdzie w 1947 ukończyła szkołę średnią Bellamarine Jefferson High School. Następnie studiowała w Glendale College w Glendale i w 1954 ukończyła Immaculate Heart College w Los Angeles na wydziale biznesu. W latach 1950–1952 pracowała jako sekretarka w fabryce produkującej części do samolotów Burbank Airport. W 1953 zajęła drugie miejsce w konkursie piękności o tytuł Miss Ameryki, co zadecydowało o jej dalszej karierze.

### Kariera
Po udziale w programie sieci NBC Parada piękności, zadebiutowała na dużym ekranie rolą gościa na przyjęciu w komedii muzycznej Szczęściara (Lucky Me, 1954) z Doris Day. Występowała potem w wielu westernach, m.in. Wspólnik Tennesseego (Tennessee’s Partner, 1955) z Ronaldem Reaganem, Powrót Jacka Slade’a (The Return of Jack Slade, 1955), Człowiek ze strzelbą (Man with the Gun, 1955) u boku Roberta Mitchuma, Ukrywane strzelby (Hidden Guns, 1956), Alarm w Table Rock (Tension at Table Rock, 1956), Misja Arizony (Gun the Man Down, 1956) i Czarny bicz (The Black Whip, 1956).
Ogromny sukces zdobyła rolą hazardzistki Feathers w westernie Rio Bravo (1959) u boku Johna Wayne’a. W 1960 roku została uhonorowana nagrodą Złotego Globu dla najbardziej obiecującej aktorki. Na ekranie stworzyła typ nowoczesnej femme fatale w dramacie Gorączka we krwi (A Fever in the Blood, 1960), melodramacie Grzechy Rachel Cade (The Sins of Rachel Cade, 1961) i dramacie komediowym Jessica (1962). Jednak osiągnięciem aktorskim był występ u boku Lee Marvina w dwóch obrazach – dramacie kryminalnym noir na podstawie opowiadania Ernesta Hemingwaya Zabójcy (The Killers, 1964) z Ronaldem Reaganem i dramacie sensacyjnym Zbieg z Alcatraz (Point Blank, 1967).
Stała się najbardziej znana z małego ekranu w roli policjantki sierżant Suzanne „Pepper” Anderson w serialu kryminalnym NBC Sierżant Anderson (Police Woman, 1974-78), za którą odebrała w 1975 roku nagrodę Złotego Globu oraz zdobyła potem trzykrotnie nominację do nagrody Emmy (1975–1977) i trzykrotnie nominację do nagrody Złotego Globu (1976–1978).
Dużo satysfakcji przyniosła jej postać znudzonej codziennym życiem ofiary psychopatycznego mordercy w sprawnie zrealizowanym dreszczowcu Briana De Palmy W przebraniu mordercy (Dressed to Kill, 1980), za którą otrzymała nagrodę Saturna. W 1981 była pierwszą kandydatką do roli Krystle Carrington w operze mydlanej ABC Dynastia (Dynasty), ale postanowiła spędzić więcej czasu ze swoją córką i odrzuciła propozycję; rolę zagrała Linda Evans. W 1985 Dickinson nie przyjęła także roli Sable Colby w Dynastii i spin–off Dynastia Colbych (The Colbys), a rolę ostatecznie zagrała Stephanie Beacham. Wystąpiła potem dla odmiany w komediach: Charlie Chan i klątwa Dragon Queen (Charlie Chan and the Curse of the Dragon Queen, 1981) z Peterem Ustinovem i Michelle Pfeiffer oraz I kowbojki mogą marzyć (Even Cowgirls Get the Blues, 1993) Gusa Van Santa z Umą Thurman i Keanu Reevesem, a także w dramacie Podaj dalej (Pay It Forward, 2000) z Kevinem Spacey.

## Życie prywatne
Była dwukrotnie zamężna; z byłym futbolistą amerykańskim Gene’em Dickinsonem (od 2 czerwca 1952 do roku 1960) oraz muzykiem, pianistą i kompozytorem Burtem Bacharakiem (od 15 maja 1965 do roku 1981), z którym miała córkę Leę Nikki Bacharach (ur. 1966, zm. 4 czerwca 2007; popełniła samobójstwo). Spotykała się także z piosenkarzem i aktorem Frankiem Sinatrą (1954–1964), aktorem Deanem Martinem (1958), gospodarzem talk-show Larrym Kingiem, reżyserem Richardem Brooksem (1959), komikiem George'em Jesselem (1959), reżyserem Vincente'em Minnellim (1960), prezydentem USA J.F. Kennedym (1960–1961), Arthurem M. Loewem Jr. (1961), aktorem Anthonym George'em (1962), producentem filmowym Charlesem Feldmanem (1962), dziennikarzem telewizyjnym Harrym Reasonerem, producentem telewizyjnym Johnnym Grantem (1962), piosenkarzem Eddiem Fisherem (1964), Davidem Janssenem (1966–1976), Williamem Shatnerem (1974), prezenterem telewizyjnym Johnnym Carsonem (1983), piosenkarzem Julio Iglesiasem (1984–1986) i piosenkarzem Billym Verą (1986–1989).

## Filmografia
- 1954: Szczęściara (Lucky Me) jako Gość przyjęcia
- 1955: Wspólnik Tennessee'go (Tennessee's Partner) jako Abby Dean
- 1955: Powrót Jacka Slade’a (The Return of Jack Slade) jako Polly Logan
- 1955: Człowiek ze strzelbą (Man with the Gun) jako Kitty
- 1956: Down Liberty Road (film krótkometrażowy) jako Mary
- 1956: Ukrywane strzelby (Hidden Guns) jako Becky Carter
- 1956: Alarm w Table Rock (Tension at Table Rock) jako Cathy
- 1956: Czarny bicz (The Black Whip) jako Sally Morrow
- 1956: Gun the Man Down jako Janice
- 1957: Shoot-Out at Medicine Bend jako Priscilla King
- 1957: China Gate jako Lucky Legs
- 1957: Calypso Joe jako Julie
- 1957: Run of the Arrow jako Żółty Mokasyn (głos)
- 1958: I Married a Woman jako ekranowa Żona
- 1958: Cry Terror! jako Eileen Kelly
- 1959: Rio Bravo jako Feathers
- 1960: I'll Give My Life jako Alice Greenway Bradford
- 1960: The Bramble Bush jako Fran
- 1960: Ryzykowna gra jako Beatrice Ocean
- 1961: Gorączka we krwi (A Fever in the Blood) jako Cathy Simon
- 1961: Grzechy Rachel Cade (The Sins of Rachel Cade) jako Rachel Cade
- 1962: Jessica jako Jessica Brown Visconti
- 1962: Rzymskie przygody (Rome Adventure) jako Lyda Kent
- 1963: Kapitan Newman (Captain Newman, M.D.) jako porucznik Francie Corum
- 1964: Zabójcy (The Killers) jako Sheila Farr
- 1965: Sztuka miłości (The Art of Love) jako Laurie Gibson
- 1967: Zbieg z Alcatraz (Point Blank) jako Chris
- 1974-78: Sierżant Anderson (Police Woman) jako Suzanne „Pepper” Anderson
- 1980: W przebraniu mordercy (Dressed to Kill) jako Kate Miller
- 1981: Charlie Chan i klątwa Dragon Queen (Charlie Chan and the Curse of the Dragon Queen) jako Dragon Queen
- 1984: Żony Hollywood (Hollywood Wives, miniserial TV) jako Sadie LaSalle
- 1991: Kojak: Wady charakteru (Kojak: Fatal Flaw) jako Carolyn Payton
- 1993: I kowbojki mogą marzyć (Even Cowgirls Get the Blues) jako pani Adrian
- 1993: Dzikie palmy (Wild Palms, miniserial TV) jako Josie Ito
- 1995: Sabrina (film 1995) jako pani Ingrid Tyson
- 1996: Obłąkani (The Maddening) jako Georgina Scudder
- 1996: Słońce, księżyc i gwiazdy (The Sun, the Moon and the Stars) jako Abbie McGee
- 1996: Zatrzymane chwile (Remembrance, TV) jako Margaret Fullerton
- 1997: Szaleństwo ojca chrzestnego (The Don’s Analyst, TV) jako Victoria Leoni
- 1997: Diagnoza morderstwo (Diagnosis Murder) jako kapitan. Cynthia Pike
- 1997: George i Leo (George & Leo) jako Sheila Smith
- 1997: Ellen jako Betsy
- 1997: Rodzinne tajemnice (Deep Family Secrets, TV) jako Rénee Chadaway
- 1999: Najpierw miłość (Sealed with a Kiss, TV) jako Lucille Ethridge
- 2000: Tylko w duecie (Duets) jako Blair
- 2000: Podaj dalej (Pay It Forward) jako Grace
- 2000: Ostatni producent (The Last Producer) jako Grająca w karty
- 2001: Ocean’s Eleven: Ryzykowna gra (Ocean’s Eleven) jako Widz walki bokserskiej (Cameo)
- 2004: Potyczki Amy (Judging Amy) jako Evelyn Worth
- 2004: Zabójcza blondynka (Elvis Has Left the Building) jako Bobette
- 2009: Punkt widzenia (A View from Here/Mending Fences, TV) jako Ruth Hanson